# Distrito de Büyükçekmece
Büyükçekmece es un gran distrito de la provincia de Estambul, Turquía, situado en la parte europea del distrito. Cuenta con una población de 163.140 habitantes (2008) y una superficie de 196 km².

## Historia

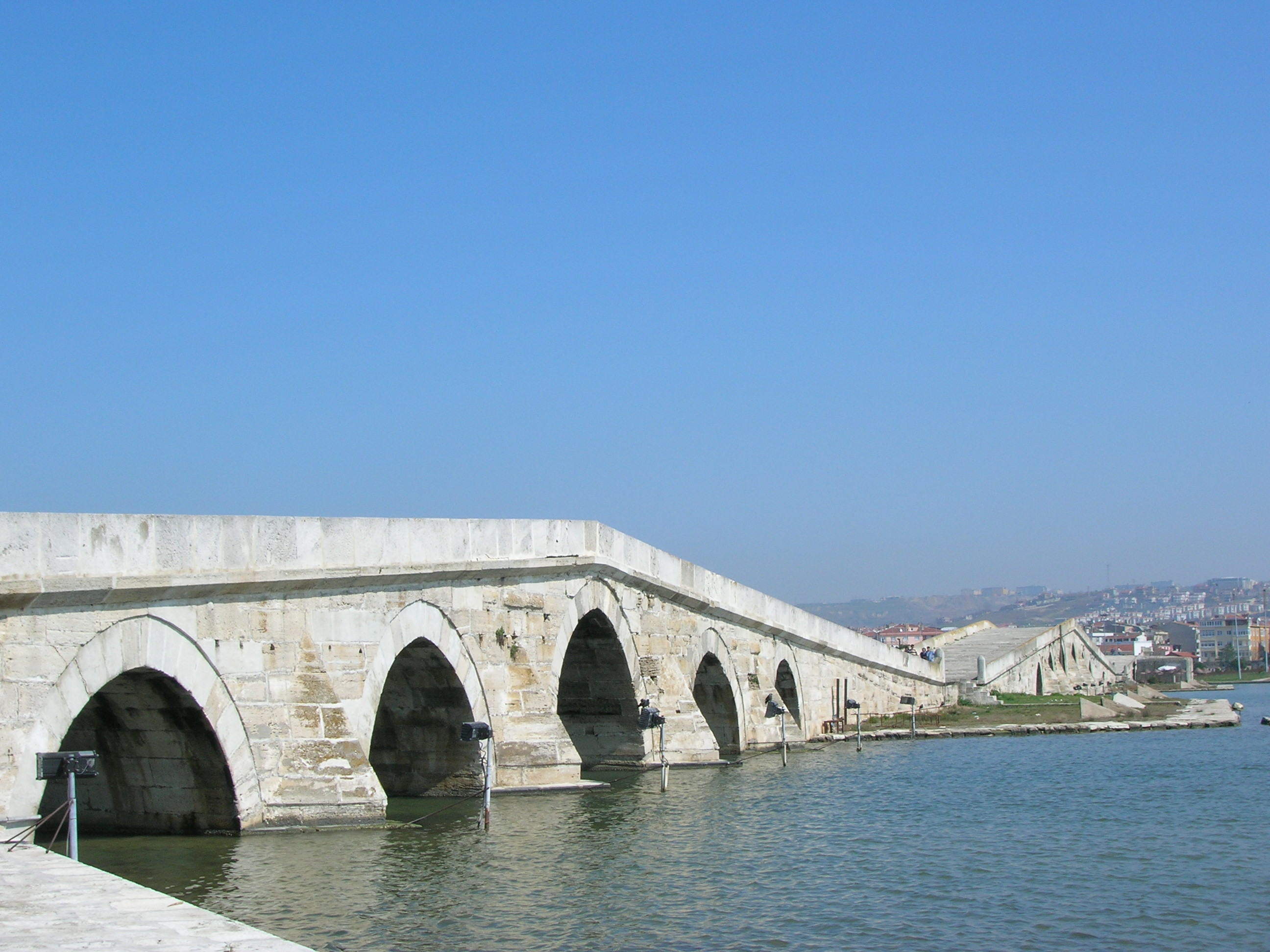
Puente de Büyükçekmece construido por Mimar Sinan

El territorio que rodea el entrante del mar de Mármara ha sido poblado, abandonado y repoblado a lo largo de la historia según pasaban ejércitos por la costa de Estambul. Se cree que es el emplazamiento de la colonia griega conocida como Athyra. El arquitecto otomano Mimar Sinan construyó un puente para cruzar la desembocadura del entrante; además, existen ruinas de posadas y caravasares, lo que demuestra que era un lugar donde la gente paraba cuando viajaba a Europa. A principios del periodo otomano, se trataba de una zona forestal y agrícola, pero poco a poco la fueron ocupando pobladores procedentes de los Balcanes y el Cáucaso. 
Durante los primeros años de la República, seguía siendo muy rural, con casas de campo, tierras agrícolas y, junto al mar, las casas de veraneo de los habitantes de Estambul. Era una zona muy popular para los fines de semana por sus playas de arena y, hasta los años 1970, las familias iban a Büyükçekmece a pescar o pasar un día en la playa.

## Büyükçekmece en la actualidad

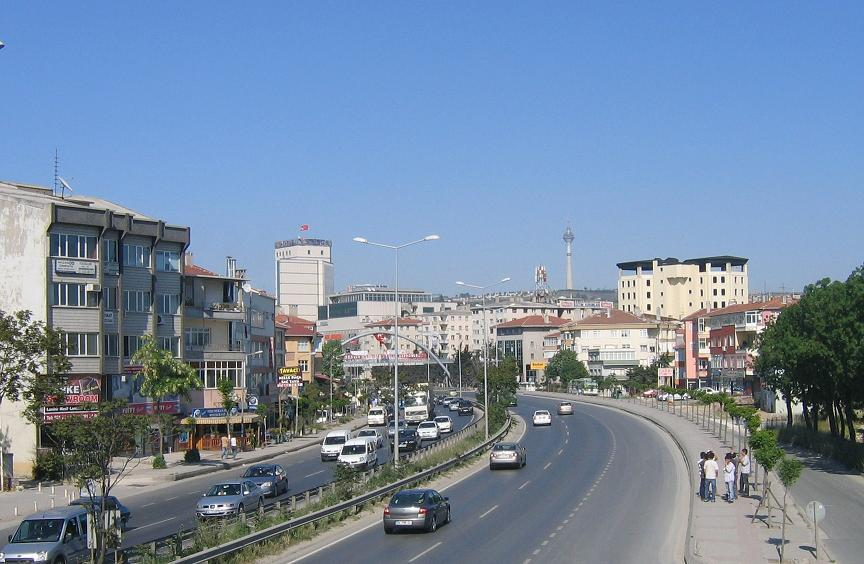
Vista de Büyükçekmece.

El distrito de Büyükçekmece incluye una extensa zona interior, parte de la cual sigue siendo rural.
En el centro de la ciudad de Büyükçekmece, existen jardines en la costa, parques infantiles y áreas de pícnic. Aquí llegan visitantes desde Estambul, especialmente de las zonas cercanas como Avcılar.
Desde los años 1950, se ha industrializado y se han construido numerosos edificios residenciales. La población está constituida en su mayoría de migrantes de Anatolia. En la actualidad, el entrante y el mar de Mármara están muy contaminados.
El lago Büyükçekmece estaba conectado al mar hasta que se construyó la presa para proporcionar agua dulce a Estambul.

## Ciudades hermanadas
- Gelsenkirchen, Alemania (desde 2004).
- Salta, Argentina (desde 2000).